# Guido Del Mestri
Guido del Mestri, né le 13 janvier 1911 à Banja Luka en Autriche-Hongrie (aujourd'hui en Bosnie-Herzégovine) et décédé le 2 août 1993 à Nuremberg, est un cardinal italien, nonce apostolique en Allemagne de 1975 à 1984.

## Biographie
Il poursuit ses études au Kollegium Kalksburg de Vienne.

### Prêtre
Guido del Mestri est ordonné prêtre le 11 avril 1936 pour le diocèse de Gorizia e Gradisca en Italie.

### Carrière diplomatique
Après avoir poursuivi ses études, il devient en 1940 attaché à la nonciature apostolique en Yougoslavie (en) et en 1941 secrétaire de la délégation apostolique au Liban (en). Il remplit la même fonction en Roumanie jusqu'à son expulsion pour raisons politiques en 1950. Après un an à Rome, le pape Pie XII l'envoie en 1951 comme collaborateur à la nonciature nouvellement ouverte en Syrie (en).
En 1953, il travaille brièvement en Indonésie (en) avant de devenir conseiller de la nonciature apostolique en Allemagne. En 1959, le pape Jean XXIII le nomme délégué apostolique pour les territoires britanniques d'Afrique orientale et occidentale.
Nommé délégué apostolique au Kenya (en) le 3 octobre 1959 et archevêque in partibus de Tuscamia (de) le 28 octobre 1961, il est consacré le 31 décembre 1961 par le cardinal Laurean Rugambwa avec comme co-consécrateurs Cornelius Chitsulo (de) et Ireneus Wien Dud (no).
Il devient ensuite délégué apostolique au Mexique (en) le 9 septembre 1967, pro-nonce apostolique au Canada le 20 juin 1970 et enfin nonce apostolique en Allemagne le 12 août 1975. Il se retire de sa charge à 73 ans le 3 août 1984.

### Cardinal
Il est créé cardinal, non électeur en cas de conclave, par Jean-Paul II lors du consistoire du 28 juin 1991 avec le titre cardinal-diacre de S. Eustachio.
Il meurt le 2 août 1993.

## Succession apostolique